# Caridina cognata
Caridina cognata е вид десетоного от семейство Atyidae. Видът не е застрашен от изчезване.

## Разпространение и местообитание
Разпространен е в Индонезия и Папуа Нова Гвинея.
Обитава крайбрежията на сладководни басейни, реки и потоци.